# Eurosport 1
«Eurosport 1» («Евроспорт 1») — круглосуточный европейский спортивный телеканал холдинга Eurosport. Начал своё вещание 5 февраля 1989 года и с тех пор вещает в 73 странах на 21 языке, в том числе и на русском. Первоначально принадлежал французскому медиахолдингу TF1 Group. С июля 2015 года 100 % компании принадлежит американской медиагруппе Discovery Communications. С момента основания и до полной покупки канала новым владельцем канал носил название «Eurosport». 13 ноября 2015 года телеканал был переименован в «Eurosport 1».

## История
Eurosport появился в 1989 году по инициативе Европейского вещательного союза (EBU). Союз создал консорциум, в который вошли 16 телекомпаний-членов EBU. 5 мая 1988 года они подписали соглашение и договорились о появлении нового спортивного канала.
Eurosport получил от EBU права на показ спортивных событий, которые в разных странах не транслировались в полном объёме. Коммерческим партнёром стал холдинг Sky Television миллиардера Руперта Мёрдока. Сам бизнесмен назвал сотрудничество с EBU «историческим совместным предприятием».
В январе 1991 года холдинг News International Руперта Мёрдока выставил на продажу принадлежащие им 50 % акций Eurosport. В мае того же года новым совладельцем стала французская компания TF1. При ней центральный офис канала переехал из Лондона в Париж, в резиденцию, где базируется первый канал французского телевидения TF1. Перерыв в вещании телеканала в результате перехода от одного собственника к другому составил 10 дней — эфир возобновился 21 мая 1991 года.
Сотрудничество с TF1 почти в 3,5 раза увеличило степень проникновения телеканала в домохозяйства 22 стран континента — с 10 миллионов в июне до 34 миллионов к концу 1992 года.
По данным на 1992 год, в штате телеканала находилось 120 сотрудников, а также 40 постоянных независимых редакторов и телекомментаторов. К 1995—1996 годам в штате телеканала числилось уже 170 профессиональных комментаторов из разных стран. Среди них были и те, кто перешёл на телевидение из большого спорта.
В январе 1993 года панъевропейский телеканал Screensport обратился к TF1 Group с предложением о слиянии с Eurosport. Объединение компаний случилось 1 марта 1993 года под общим брендом Eurosport. Тогда же в управление Eurosport вошли бывшие собственники Screensport — французская Canal+ Group и американская ESPN. С этого момента телеканал принадлежал двум французским телекомпаниям TF1 и Canal+ (34 % и 33 % акций соответственно) и американской ESPN (33 %).
В 1990-х — 2000-х годах телеканал транслировал такие значимые турниры, как чемпионаты мира и Европы по футболу, Кубок УЕФА, Чемпионат мира по хоккею с шайбой, «Формула-1», мужские и женские теннисные турниры, а также финалы футбольного Кубка Испании — Copa del Rey. Со временем все эти трансляции были выведены из эфира телеканала по разным причинам.
В июне 2000 года компания ESPN, принадлежащая The Walt Disney Company, вышла из капитала телеканала и перепродала свои 33 % акций за 155 миллионов долларов. Эта продажа позволила TF1 увеличить свою долю в Eurosport International до 50,5 %, а телекомпании Canal+ — до 49,5 %. 31 января 2001 года TF1 Group становится единственным акционером Eurosport International и Eurosport France, выкупив доли Canal+ (39 %) и Havas Images (25 %).
25 мая 2008 года начал вещание Eurosport HD. 13 ноября 2015 года телеканал изменил своё название на Eurosport 1 HD.
В декабре 2012 года холдинг Discovery Communications становится миноритарным акционером телеканала, получив в своё распоряжение 20 % акций Eurosport. С января 2014 года доля Discovery в Eurosport расширилась до 51 %, а с 22 июля 2015 года Discovery становится единственным владельцем Eurosport, получив остававшиеся до того момента у TF1 Group 49 % акций.
13 ноября 2015 года на телеканале состоялся всемирный ребрендинг, в результате которого он получил новые название и логотип — Eurosport 1.
В большинстве стран транслируется так называемая панъевропейская версия канала. Однако во Франции, Великобритании, Италии, Германии, Польше, странах Северной Европы, регионе Бенилюкс и государствах Азиатско-Тихоокеанского региона существуют локальные версии Eurosport с отдельными вставками местного контента. При этом они также используют часть панъевропейского фида Eurosport International для полноценного вещания.

## История в России
С июля 1995 года русскоязычная версия телеканала вещала в Москве, с января 1996 года охват расширился до шести городов России. Первоначально телеканал ретранслировался оператором платного телевидения «Космос-ТВ», причём часть программ шла с оригинальной озвучкой.
С 1996 года Eurosport частично транслировался на русском языке. Первый русскоязычный эфир на канале провёл Борис Боровский.
С 15 февраля 1999 года началась ретрансляция сигнала у спутникового оператора «НТВ-Плюс», с того момента Eurosport полностью перешёл на русскоязычные репортажи. Локализацией канала для российских зрителей занималась компания ZoneVision (как и многих других зарубежных телеканалов).
До июля 2015 года телеканал Eurosport вещал с 10:30 до 3:30 МСК (UTC+3, летом UTC+4), (в 2011—2014 годах с 11:30 до 4:30 МСК (UTC+4) (с 10:30 до 3:30 МСК) (UTC+4), (в 2014—2015 годах с 10:30 до 3:30 МСК (UTC+3) (с 9:30 до 2:30) МСК (UTC+3). В нерабочее время на канале транслировался телемагазин (без перевода на русский), у некоторых кабельных операторов этот телемагазин перекрывался записью старого проморолика канала или же склейкой заставок и анонсов прошлых лет. Телемагазин не проходил как самостоятельная программа в сетке вещания в печатных телепрограммах, вместо этого в них обычно указывалось «До 10:30 перерыв». Правило не распространялось на периоды проведения Олимпийских игр (на время проведения таких соревнований вещание Eurosport шло круглосуточно, без перерывов).
С 1 мая 2006 года новым партнёром, распространителем и коммерческим агентом Eurosport в России (и ещё девяти странах бывшего СССР) стала компания «Аскон». Её возглавил директор предыдущего партнёра Eurosport в России, московского филиала компании ZoneVision, Александр Силин. Примерно в тот же период телеканал стал доступен и в других кабельных сетях в российских городах.
С 7 июля 2015 года телеканал Eurosport перешёл на круглосуточное вещание.
Продолжительное время русификация канала не касалась межпрограммного пространства — все рекламные ролики в перерывах трансляций были зарубежными, а закадровый голос в заставках и текст титров в анонсах были на английском языке. Сетка вещания русского Eurosport совпадала с аналогичной на Eurosport International.
В июле 2015 года, после покупки телеканала Discovery Commnunictions на русскоязычной версии канала стали появляться российские рекламные ролики, анонсы с переведёнными титрами. Кроме того, для Eurosport закупили трансляции исключительно для вещания в России — турнир Masters по гольфу, НХЛ, теннисный Уимблдонский турнир, английский футбольный Чемпионшип и Кубок Лиги, Кубок Италии по футболу, а также матчи ATP Tour и WTA. При этом на Россию не были закуплены права на все Олимпийские игры до 2024 года. Кроме этого, в российской версии канала нет выпусков Eurosport News, вместо них в эфире идут проморолики или нарезки Watts — курьёзных или просто запоминающихся фрагментов из трансляций под музыку. В период проведения Олимпийских игр сетку вещания российского канала наполняли документальными фильмами, повторами трансляций недавнего прошлого или нарезками Watts.

### Уход с российского рынка
9 марта 2022 года в 19:54 МСК телеканал прекратил вещание на территории России вместе со всеми остальными телеканалами группы «Discovery» в связи с вторжением России на Украину. Одновременно была прекращена работа русскоязычного сайта eurosport.ru.
15 апреля было принято решение о закрытии российского офиса и увольнении всех его сотрудников. После ухода канала с российского рынка, его русскоязычная редакция продолжает работать только на международную версию, распространяемую на страны СНГ, за исключением Российской Федерации .